# Aspero Idrottsgymnasium
Aspero idrottsgymnasium är en fristående gymnasieskola, med nationella program inom ekonomi, beteendevetenskap och samhällsvetenskap. Utbildningen finns i Göteborg, Halmstad och i Karlskrona.
Största idrotterna är fotboll, handboll, ishockey, innebandy och golf.
Skolorna har riksintag, det vill säga man kan komma in oberoende av vilken hemkommun man har. Alla elever sysslar förutom med studieämnen även med idrott.
Aspero har både NIU-idrotter (Nationellt godkänd idrottsutbildning) och profilidrotter. Det är specialidrottsförbunden som avgör vilka skolor som kan få NIU.
Aspero Göteborg har NIU i handboll och fotboll. Aspero Halmstad har NIU i bordtennis, fotboll, golf, handboll och innebandy. Aspero Karlskrona har NIU i handboll.